# Sixpence None the Richer (musikalbum)
Sixpence None the Richer är ett musikalbum av den amerikanska gruppen Sixpence None the Richer, utgivet den 22 november 1997. Låten Kiss Me blev en megahit.

## Låtförteckning
1. "We Have Forgotten" (Slocum) – 5:07
2. "Anything" (Slocum) – 4:44
3. "The Waiting Room" (Donohue, Slocum) – 5:15
4. "Kiss Me" (Slocum) – 3:30
5. "Easy to Ignore" (Nash) – 3:52
6. "Puedo Escribir" (Baker, Neruda, Plasencio, Slocum) – 3:45
7. "I Can't Catch You" (Slocum) – 4:12
8. "The Lines of My Earth" (Slocum) – 4:26
9. "Sister, Mother" (Slocum) – 3:05
10. "I Won't Stay Long" (Ashworth) – 2:15
11. "Love" (Slocum) – 3:56
12. "Moving On" (Donohue, Slocum) – 3:56
13. "There She Goes" (Mavers) – 2:42